# Émirats arabes unis aux Jeux olympiques d'été de 2016
Les Émirats arabes unis participent aux Jeux olympiques d'été de 2016 à Rio de Janeiro au Royaume-Uni du 5 au 21 août 2016. Il s'agit de leur 9e participation à des Jeux d'été.
Sergiu Toma remporte la première médaille de son pays lors de ces Jeux en judo moins de 81 kg.

## Athlétisme

### Homme

#### Course
| Athlétes      | Compétitions | Série   | Série | Demi-finales | Demi-finales | Finale  | Finale  |
| ------------- | ------------ | ------- | ----- | ------------ | ------------ | ------- | ------- |
| Athlétes      | Compétitions | Temps   | Rang  | Temps        | Rang         | Temps   | Rang    |
| Saud Al Zaabi | 1 500 mètres | 4:02.35 | 13e   | Eliminé      | Eliminé      | Eliminé | Eliminé |

### Femme

#### Course
| Athlètes            | Compétitions  | Série | Série | Demi-finales | Demi-finales | Finale   | Finale  |
| ------------------- | ------------- | ----- | ----- | ------------ | ------------ | -------- | ------- |
| Athlètes            | Compétitions  | Temps | Rang  | Temps        | Rang         | Temps    | Rang    |
| Betlhem Desalegn    | 1 500 mètres  | DNS   | /     | Eliminé      | Eliminé      | Eliminé  | Eliminé |
| Alia Saeed Mohammed | 10 000 mètres | NC    | NC    | NC           | NC           | 31:56.74 | 23e     |

## Cyclisme

### Cyclisme sur route
| Athlète      | Compétition            | Temps       | Rang |
| ------------ | ---------------------- | ----------- | ---- |
| Yousif Mirza | Course en ligne hommes | non terminé | NC   |